# Nagonasienne właściwe
Nagonasienne właściwe (Pinophyta) - według jednej z altermatywnych systematyk typ (gromada) roślin należąca do nadgromady nasiennych, obejmująca tylko jedną klasę współcześnie żyjących roślin - iglaste (Pinopsida). 
Według niektórych badaczy stanowi jedną z gromad nadgromady nasiennych, obok: Cycadophyta, Ginkgophyta, Gnetophyta i Magnoliophyta.